# Slag bij Brice's Crossroads
De Slag bij Brice's Crossroads vond plaats op 10 juni 1864 in Prentiss County en Union County, Mississippi tijdens de Amerikaanse Burgeroorlog. De Zuidelijke generaal-majoor Nathan Bedford Forrest slaagde erin met zijn cavalerie om de veel sterkere Noordelijke strijdmacht onder leiding van brigadegeneraal Samuel D. Sturgis te verslaan. Deze overwinning bracht slechts uitstel voordat de Noordelijken de regio zouden veroveren.

## Achtergrond
De Noordelijke generaal-majoor William T. Sherman wou zijn communicatie- en bevoorradingslijnen doorheen Tennessee veilig stellen. Daarom wou hij de voortdurende aanvallen van Forrest stoppen. Sherman stuurde brigadegeneraal Samuel D. Sturgis en 8.500 soldaten eropuit om noordelijke Mississippi en Alabama binnen te vallen en Forrests eenheid te zoeken en te vernietigen. Na enig oponthoud vertrok Sturgis op 1 juni vanuit Memphis, Tennessee. Generaal Stephen D. Lee bracht Forrest op de hoogte van de mars van Sturgis. Lee en Forrest hadden afgesproken om aansluiting te zoeken bij Okolona, Mississippi, maar Forrest kreeg carte blanche om de dreiging van Sturgis af te wenden. Forrest was reeds aanwezig in Tennessee en reed met zijn strijdmacht in de richting Sturgis. Forrest wist echter niet wat de Noordelijken van plan waren.
Forrest leidde uit de verkenningsrapporten af dat de Noordelijken oprukten naar Tupelo, Mississippi op ongeveer 24 km ten zuiden van Brice’s Crossroads. Hoewel hij sterk in de minderheid was, besliste Forrest om (zonder te wachten op Lee) Sturgis aan te vallen op een goed gekozen plaats langs de Noordelijke marsroute. Forrest koos voor Brice’s Crossroads. Het waren vier modderige wegen die door een bos liepen. De Tishomingo Creek lag vlakbij waar slechts één brug overliep van oostelijke naar westelijke richting. Forrest wist dat de Noordelijke cavalerie de voorhoede vormde en drie uur voor hun infanterie oprukte. Daarom zou Forrest eerst afrekenen met de Noordelijke cavalerie. Hij ging ervan uit dat tegen dat de Noordelijke infanterie ter plaatse was, ze te uitgeput zouden zijn om effectief weerstand te bieden. Daarna zou hij de Noordelijke strijdmacht vernietigen. Forrest stuurde zijn soldaten naar twee nabijgelegen dorpen om de vijand op te wachten.

## De slag

De slag bij Brice's Crossroads

Rond 09.45u op 10 juni bereikte de Noordelijke voorhoede, een brigade Noordelijke cavalerie onder leiding van Benjamin H. Grierson Brice’s Crossroads. De slag begon rond 10.30u toen de Zuidelijken met een brigade de weg versperden. Op dit moment gaf Forrest het bevel aan de rest van zijn cavalerie om op te rukken naar het kruispunt. De rest van de Noordelijke cavalerie arriveerde, maar werd door de sterke Zuidelijke aanval terug gedrongen. Grierson stuurde een ijlbode naar Sturgis met het dringende verzoek om infanterie te sturen. Sturgis gaf onmiddellijk het bevel. De Noordelijke linie hield stand tot de eerste infanterie-eenheden arriveerden rond 13.30u.
Met deze versterking voerde de Noordelijke infanterie een tegenaanval uit op de Zuidelijke linkerflank. Forrest op zijn buurt voerde zelf een aanval uit vanuit zijn beide vleugels vooraleer de rest van de Noordelijke infanterie arriveerde. Forrest gaf ook het bevel aan zijn artillerie om op slechts enkele meters van de Noordelijke linies zich op te stellen en de vijand van dichtbij onder vuur te nemen. Daardoor werd Sturgis verplicht om zijn troepen te hergroeperen in een halve cirkel rond het kruispunt zelf.
Om 15.30u viel de 2nd Tennessee Cavalry de brug aan over de Tishomingo. Hoewel deze aanval mislukte, raakten de Noordelijken gedesoriënteerd. Sturgis gaf het bevel tot de terugtocht. De Zuidelijken waren echter nog altijd bij de brug en hielden de Noordelijken deels tegen. De Noordelijken zetten het op een lopen. De Zuidelijken zetten de achtervolging in tot in Memphis voor ze zich uitgeput terugtrokken.

## Gevolgen
De Zuidelijken verloren 495 soldaten tegenover 2.610 Noordelijken waaronder 1.500 die krijgsgevangen werden gemaakt. Forrest veroverde grote voorraden aan wapens, munitie en voorraden. Sturgis verloor zijn rang en werd “verbannen” naar de grensposten in het westen. De Noordelijke opmars was gestopt en gebroken. Maar later op het jaar zouden ze in volle sterkte terugkeren.